# احمدآباد دینراک
احمدآباد دینراک، روستایی از توابع بخش مرکزی شهرستان اندیکا در استان خوزستان ایران است. این روستا  یکی از پرجمعیت‌ترین روستاهای بخش مرکزی شهرستان اندیکاست که دارای بازارچه مرکزی ایل بختیاری است و قطب اقتصادی شهرستان اندیکا بحساب می‌آید.
این بازارچه محل فروش محصولات صنایع دستی و سوغات محلی است که اصناف مختلفی در آن فعالیت می‌کنند . هر ساله مسافران و گردشگران زیادی از این روستا به جهت بازدید از مناطق سیاحتی  و زیارتی شهرستان عبور می‌کنند. و نیازهای خود را تامین می‌کنند 
روستای دینراک  محور مواصلاتی شهرستان‌های. مسجدسلیمان لالی است که جاده بین استانی خوزستان اندیکا به بازفت از وسط این روستا می‌گذرد .
اهالی ساکن روستای دینراک از ایل بختیاری. طایفه ی گندلی تیره صالح بابری هستند البته با توجه به وجود بازارچه از دیگر طوایف و شهرستان‌ها و حتی استان‌ها دیگر این روستا زندگی می‌کنند
این روستا که بر اساس سرشماری سال ۱۳۹۲ جمعیت ۴۵۷ شده ثبت شده بود. زیر نظر دهیاریست و اکنون که جمعیت آن بیش از 1000نفر است .همیشه با عدم اعتبار کافی مواجه است 
در دوره ششم شورای اسلامی روستا مهندس فرهاد احمدی صالح بابری به عنوان دهیار روستا در بهسازی خیابان‌ها .خدمات دهی به بازارچه و مردم عملکرد بسیار موفقی داشت و توانست اکثر مشکلات زیرساختی روستا را پیگیری و برطرف کند . البته این روستا همچنان نیازمند زیرساخت‌های ورزشی و تفریحی و غیره می‌باشد 

## جمعیت
این روستا در بخش مرکزی شهرستان اندیکا قرار دارد و براساس سرشماری مرکز آمار ایران در سال ۱۳۹۵، جمعیت آن بیش از ۱۲۰۰ تن برآورد شده است.